# Lo duro/Lo suave de Fito Páez
Lo Duro/Lo Suave de Fito Páez é a sexta coletânea do premiado roqueiro argentino Fito Páez, lançado no dia 24 de maio de 1996 com o selo EMI.
Trata-se de um álbum duplo: O primeiro álbum, chamado Lo duro de Fito Páez traz as músicas mais "roqueiras" do músico, e o segundo álbum, Lo suave de Fito Páez é composto pelas músicas mais suaves do roqueiro.

## Faixas

### CD1: Lo duro de Fito Páez
1. "Un rosarino en Budapest" (álbum original: Del 63)
2. "Narciso y Quasimodo" (álbum original: Giros)
3. "Nunca podrás sacarme mi amor" (álbum original: Corazón clandestino)
4. "Dando vueltas en el aire” (álbum original: Ciudad de pobres corazones)
5. "Bailando hasta que se vaya la noche” (álbum original: Ciudad de pobres corazones)
6. "Solo los chicos”  (álbum original: Ey!)
7. "Canción de amor mientras tanto" (álbum original: Ey!)
8. "De mil novecientos veinte" (álbum original: Ciudad de pobres corazones)
9. "Taquicardia” (álbum original: Giros)
10. "Corazón clandestino" (álbum original: Corazón clandestino)
11. "Ciudad de pobres corazones" (álbum original: Ciudad de pobres corazones)
12. "Gente sin swing” (álbum original: Ciudad de pobres corazones)
13. "Lejos de Berlín” (álbum original: Ey!)
14. "Polaroid de locura ordinaria" (álbum original: Ey!)
15. "A las piedras de Belén" (álbum original: Ciudad de pobres corazones)
16. "Pompa bye bye" (álbum original: Ciudad de pobres corazones)

### CD2: Lo suave de Fito Páez
1. "11 y 6”  (álbum original: Giros)
2. "Yo Vengo a Ofrecer mi Corazón" (álbum original: Giros)
3. "La rumba del piano" [com Caetano Veloso] (álbum original: Corazón Clandestino)
4. "Sable chino”  (álbum original: Del 63)
5. "Cable a tierra" (álbum original: Giros)
6. "Parte del aire " (álbum original: La la la)
7. "Tres agujas" (álbum original: Del 63)
8. "Ambar violeta " (álbum original: Ciudad de pobres corazones)
9. "Giros”  (álbum original: Giros)
10. "Del 63'”  (álbum original: Del 63)
11. "Canción sobre canción”  (álbum original: Del 63)
12. "Dame un talismán”  (álbum original: Ey!)
13. "Viejo mundo " (álbum original: Del 63)
14. "Gricel" (álbum original: La la la)
15. "Alguna vez voy a ser libre" (álbum original: Giros)
16. "Rojo como un corazón " (álbum original: Del 63)
17. "Tatuaje falso”  (álbum original:Ey!)
18. "Nada mas preciado" (álbum original: Ciudad de pobres corazones)